# NGC 3724
NGC 3724 ist eine linsenförmige Galaxie vom Hubble-Typ S0-a im Sternbild Becher am Südsternhimmel. Sie ist schätzungsweise 269 Millionen Lichtjahre von der Milchstraße entfernt.
Das Objekt wurde im Jahre 1880 von Andrew Ainslie Common entdeckt.